# Pardosa upembensis
Pardosa upembensis là một loài nhện trong họ Lycosidae.
Loài này thuộc chi Pardosa. Pardosa upembensis được Carl Friedrich Roewer miêu tả năm 1959.